# Pincara
Pincara är en ort och kommun i provinsen Rovigo i regionen Veneto i Italien. Kommunen hade 1 146 invånare (2018).